# Западно-Ингерманландский полк
Западно-Ингерманландский полк (фин. Länsi-Inkerin rykmentti) — военное формирование ингерманландцев в составе Народной армии Эстонии во время Гражданской войны в России.
Сформирован из добровольцев в апреле — мае 1919 года по соглашению между эстонским правительством и Временным комитетом управления Ингерманландии для борьбы против установления Советской власти в западной части Петроградской губернии. Полк участвовал в боевых действиях на южном побережье Финского залива в ходе весенне-летнего наступления Северного корпуса под командованием А. П. Родзянко и осеннего наступления Северо-Западной армии генерала Н. Н. Юденича на Петроград. Расформирован в июле 1920 года.

## Создание
В результате переговоров, состоявшихся 26 марта 1919 года, между эстонским правительством, которое представляли премьер-министр Константин Пятс, генералы Йохан Лайдонер и Яан Соотс, и «Временным комитетом управления Ингерманландии» (девять человек под председательством профессора Пиетари Тойкка), созданным 31 января 1919 года в Финляндии ингерманландскими беженцами, который представляли лейтенант Пиетари Тапанайнен, инженер Й. Саволайнен и агроном Т. Тойкка, был заключён договор об освобождении Ингерманландии от большевиков, в соответствии с которым на территории Эстонии предполагалось сформировать из ингерманландских добровольцев трёхбатальонный полк численностью 1500 человек, расходы по содержанию которого эстонское правительство брало на себя.
В апреле 1919 года из беженцев, прибывающих в Эстонию из Финляндии и Западной Ингерманландии, началось формирование ингерманландского отряда в составе 1-й дивизии эстонской армии. Командный состав формировался из офицеров финнов и ингерманландцев, командиром отряда стал ингерманландец, капитан царской армии, георгиевский кавалер Александр Тюнни.
По одним данным, ингерманландский добровольческий отряд в мае 1919 года насчитывал 402 человека, причём половину отряда составляли приехавшие через Финляндию добровольцы из Северной Ингрии. 12 мая он официально стал называться 1-м Ингерманландским батальоном. По другим данным, в мае отряд состоял уже из двух батальонов, первый батальон которого насчитывал 380 бойцов и четыре двухдюймовых орудия.
В батальоне были введены особые знаки различия, включавшие ингерманландскую символику — жёлто-сине-красные шевроны и погоны жёлтого цвета с просветом из двух красных полос и синей полосы посередине.

## Весенне-летнее наступление
13 мая 1919 года находившийся в Эстонии в составе Эстонской народной армии Северный корпус под командованием генерал-лейтенанта А. П. Родзянко начал наступление на Петроград. 15 мая часть 1-го Ингерманландского батальона была высажена с эстонского корабля на берег в устье реки Луга и заняла деревню Краколье. Первоначально планировалось произвести высадку на Сойкинском полуострове у деревни Косколово, однако отряд местных ижор, сторонников Советской власти, под командованием советских работников П. Трофимова и Ф. Афанасьева, предотвратил её своим огнём. 16 мая, к востоку от первой, высадилась вторая часть батальона.
17 мая третья часть батальона численностью до 150 человек высадилась на побережье Копорского залива в районе деревень Пейпия, Систо-Палкино и Долгово. Ей предстояло действовать совместно с Островским полком Северного корпуса. Отряд П. Трофимова и Ф. Афанасьева отступил к селу Копорье. Ингерманландцы заняли село Сойкино, здесь к ним присоединились около 50 местных жителей. Общая численность десанта оценивалась красными в 500 человек.

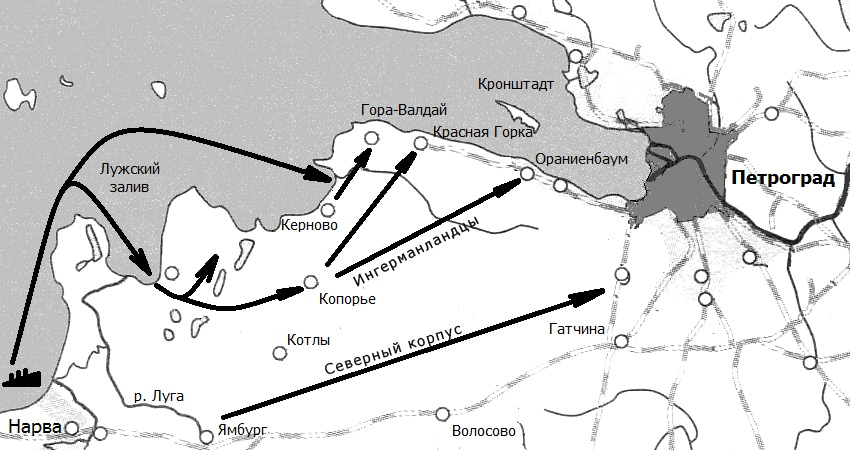
Схема наступления Северного корпуса и Западно-Ингерманландского полка на Петроград весной-летом 1919 года

18 мая батальон потерпел серьезное поражение в ходе попытки овладеть селом Копорье. Поражение было обусловлено тем, что ингерманландцы, опьяненные первыми успехами, приближались к селу беспечно, по открытой местности, а красные, засевшие в Копорской крепости, подпустив их ближе, открыли шквальный огонь.
В боях за крепость Копорье погибли: командир ингерманландцев Александр Тюнни, три офицера, часть младшего начальствующего состава — всего 43 человека. В результате, батальон был выведен на переформирование на Сойкинский полуостров, где получил пополнение из Таллина и добровольцев из деревень Западной Ингерманландии.
24 мая батальон возобновил наступление и занял крепость Копорье. К началу июня его численность выросла до 1621 человека. Новым командиром батальона был назначен финский майор А. Уймонен. В конце мая красные перешли в контрнаступление и оттеснили батальон к реке Сума, однако 3 июня белые смогли перехватить инициативу, в результате чего батальон занял деревню Усть-Рудицы. 10 июня Ингерманландский батальон был переформирован в полк, состоящий из двух батальонов и артиллерийской батареи. В середине июня численность полка составляла уже 2258 человек. Чтобы склонить симпатии местных жителей на свою сторону, представители Временного комитета управления Ингерманландии, находившиеся в полку, начали раздавать местным крестьянам муку, полученную по линии Американского Красного креста.
В это время обнаружились серьёзные противоречия между командованием полка и командиром Северного корпуса А. П. Родзянко, который был недоволен его подчинением эстонской армии и хотел установить над ним собственный контроль. Также он обвинял командование полка в сепаратизме, а именно агитации за создание автономной ингерманландской республики в районах компактного расселения ингерманландцев и ижор. Комендант Ямбурга, гвардии полковник А. В. Бибиков, жаловался Родзянко, что командиры полка в районах компактного расселения ингерманландцев не признают назначенных им комендантов и назначают собственных. Находясь в штабе полка, Родзянко заявил, что не знает, кто такие ингерманландцы и что в России есть только русские. Встреча командира полка А. Уймонена с А. П. Родзянко 9 июня в Ямбурге закончилась скандалом и рапортом Уймонена командованию эстонской армии об оскорбительном поведении генерала. Тем не менее, 12 июня Ингерманландский полк был оперативно подчинён Северному корпусу, хотя финские офицеры и выразили своё несогласие с этим.
Ядром ингерманландского полка были местные жители — ингерманландцы. По мнению будущего Государственного Контролера Северо-Западного правительства Василия Леопольдовича Горна, грубая солдатская нетерпимость, проявленная генералом Родзянко, испугала и враждебно настроила ингерманландцев по отношению к русскому командованию. По его мнению, никакого сепаратизма в действиях ингерманландцев не было, их требования ограничивались лишь созданием местного самоуправления. В свою очередь, генерал Родзянко издал приказ № 13 «О временном праве пользования землей», который отменял даже реформы Февральской революции и возвращал права помещичьего землевладения, в результате чего поддержка местного населения исчезла, а ингерманландские крестьяне начали нападать на тылы наступающей Белой армии.
Конфликт между генералом Родзянко и командованием полка получил своё продолжение после событий у форта Красная Горка и батареи Серая Лошадь. Когда 13 июня их гарнизоны подняли мятеж против советской власти, ближайшим к ним подразделением белых оказался отряд Ингерманландского полка из 150 сойкинских добровольцев и 37 разведчиков, под командованием финского добровольца Хильдена, проводивший разведку в районе Лебяжьего, который и занял укрепления. Однако, 16 июня, не получив помощи от белых, ингерманландцы отступили, а гарнизоны разбежались под натиском Береговой группы красных, посланных для подавления мятежа. Родзянко же обвинил ингерманландцев в сокрытия факта взятия форта и батареи, а также в разоружении их гарнизонов.
В результате, Родзянко отдал приказ о разоружении и расформировании Ингерманландского полка, его рядовой состав присоединялся к частям 2-й дивизии Северного корпуса, а финским офицерам предоставлялась возможность вернуться через Эстонию в Финляндию. К финнам присоединились и добровольцы из Северной Ингрии. 16 июня экспедиционный отряд в составе батальона Семёновского полка и двух взводов Ямбургской стрелковой дружины, под командованием капитана 2-го ранга П. И. Столицы приступил к разоружению ингерманландцев. Местные добровольцы разошлись по домам, а оставшиеся 350 человек были сведены в отдельный батальон в составе Островского полка 2-й дивизии.
В результате полученного красными подкрепления положение на фронте обострилось, части белых были ослаблены беспрерывными боями и большим количеством раненых и убитых. Помимо этого, несмотря на переход к белым двух полков Красной армии и гарнизона Красной Горки, части белых устали от боёв, остро ощущалась убыль командного состава. Ввиду этого, Родзянко решил использовать в качестве резерва разоружённый гарнизон Красной Горки и ингерманландцев, находящихся в Копорье. Он поздравил гарнизон с переходом к белым и приказал вернуть оружие его бойцам и разоружённым ингерманландцам. После таких действий ингерманландцы окончательно возненавидели белое командование, сепаратистские настроения ещё более обострились, что вновь привело к их насильственному разоружению.
19 июня генерал Й. Лайдонер заявил о сложении с себя командования Северным корпусом. Главной причиной такого решения послужило разоружение Ингерманландского полка белыми войсками. В этот же день генерал А. П. Родзянко издал приказ о выходе корпуса из подчинения эстонскому главнокомандующему и преобразовании его в Северную армию. По предложению английского генерала Хьюберта Гофа, 1 июля она была переименована в Северо-Западную армию — чтобы не путать её с Северной армией, действовавшей под Архангельском и Мурманском.

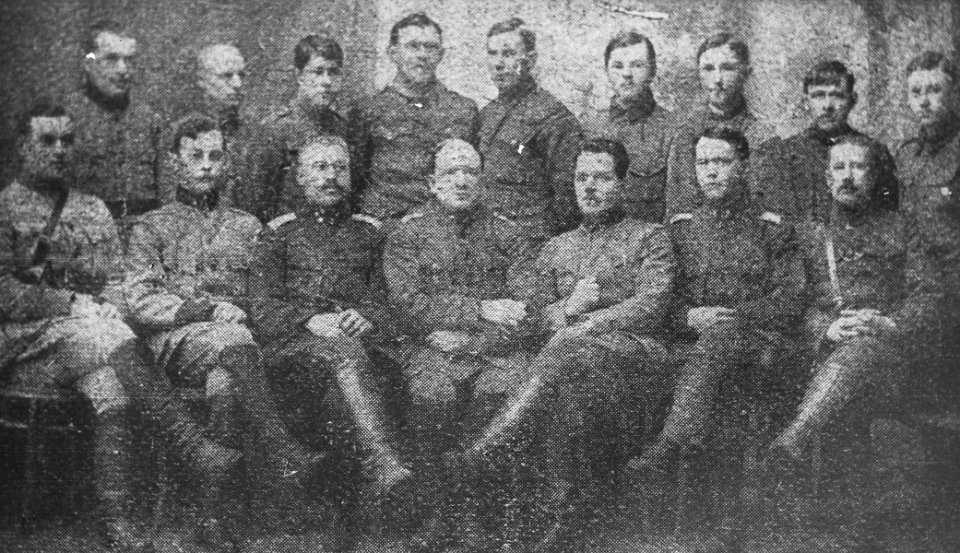
Штаб Западно-Ингерманландского полка
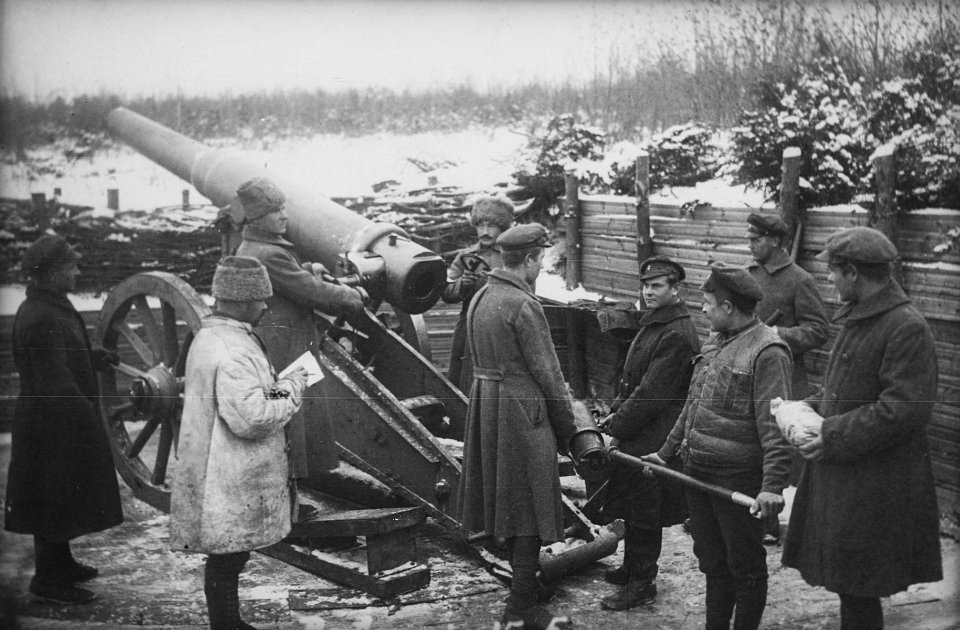
Артиллерия Западно-Ингерманландского полка
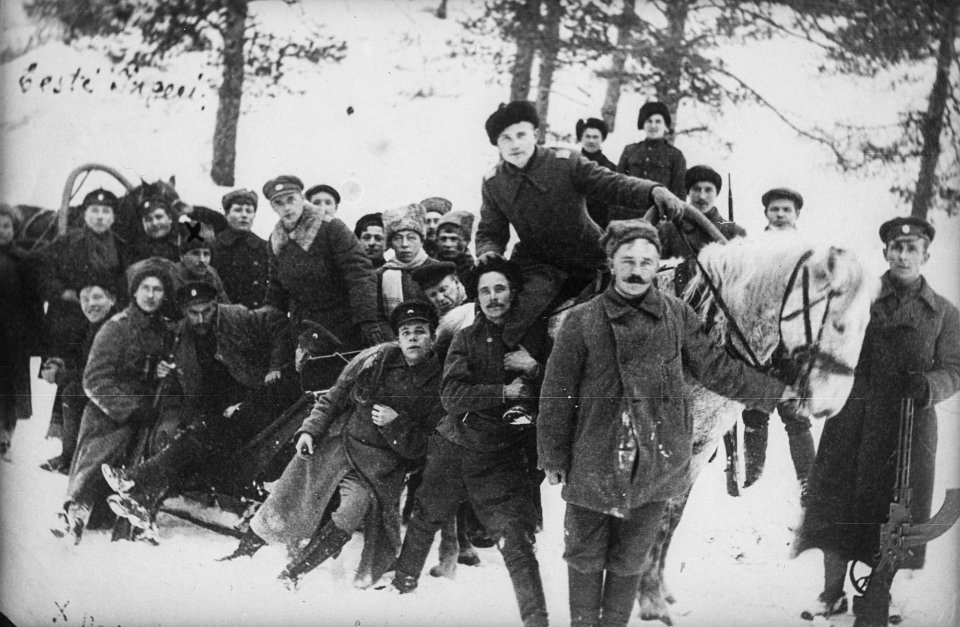
Пехота Западно-Ингерманландского полка

## Осенее наступление
После разгона Ингерманландского полка в конце июня 1919 года в его рядах осталось около 350 человек. Часть его бойцов смогла перейти на эстонскую сторону, другая, в основном западноингерманландцы, разошлись по домам. Почти весь финский командный состав и десятки североингерманландских добровольцев переправились в Финляндию. В июне 1919 года в приграничных с Финляндией районах Петроградского уезда началось формирование Северо-Ингерманландского полка. К нему присоединилась часть бойцов распущенного Родзянко Ингерманландского полка, называемого теперь Западный Ингерманландский. Оставшимся, генерал Лайдонер дал разрешение организовать своё подразделение, входящее в состав эстонской армии. В конце июля — начале августа в городе Нарва-Йыэсуу был сформирован новый Западный Ингерманландский полк. Командование полком, вместо убывшего в Финляндию майора Уймонена, принял на себя ингерманландец капитан Эмиль Пекканен. Командиром 1-го батальона стал один из руководителей Волосовского восстания капитан Пекка Контто.
В начале августа полк насчитывал 1165 человек. 14 августа в полку вышел приказ следующего содержания: «Финские офицеры и унтер-офицеры обязаны носить погоны финской или эстонской армий. Остальные: эстонцы, русские и ингерманландцы должны носить эстонскую форму, так как полк входит в состав Эстонский армии». В конце августа в деревне Большое Кузёмкино полк был пополнен жителями местных приходов, мобилизованных Западно-Инерманландским комитетом.
Очередная попытка овладения Петроградом была осуществлена 29 сентября 1919 года. Северо-Западная армия под руководством генерала Н. Н. Юденича намеревалась при поддержке Эстонской армии, а также Западно-Ингерманландского полка подойти к Петрограду через Дудергофские и Пулковские высоты, Царское Село и Павловск. Западно-Ингерманландский полк, который насчитывал к тому времени в своих рядах свыше 1600 человек, наступал с левого фланга к югу от деревни Жеребятки, через деревню Лопухинка и достиг побережья Финского залива в окрестностях Петергофа.
Кроме ингерманландцев в рядах армии Юденича сражалась интернациональная рота, в которой один взвод был финский, другой — шведский, третий — русский. Ротой и одновременно шведским взводом командовал Штан, русским — финский прапорщик Алгрен, финским — финский прапорщик Хонканен. Рота использовалась, как штурмовой отряд под прикрытием танков. Финский взвод был должен был исполнять наиболее трудные задания, в том числе взятие Царского Села. Из-за чёрной одежды вся рота называлась «чёрные черти». Кроме того, в состав первого корпуса Юденича входили: Французский легион, прибывший из Архангельска через Ревель, батальон нарвских бойскаутов, добровольческий американский партизанский отряд и местные партизаны.
20 октября Западно-Ингерманландский полк численностью 1000 человек при 30 пулеметах и 16 авторужьях наступал вдоль побережья Копорского залива. В дальнейшем полк намеревался наступать на форт Красная Горка вдоль железной дороги от Гостилиц через Усть-Рудицу. 25 октября, совместно с 23-м Печорским полком и Французским легионом, части Западно-Ингерманландского полка в количестве 500—700 человек в составе двух батальонов, включавших 6 рот, 12 офицеров, 12 пулеметов, 18 автоматов и 6 бомбомётов со штабом в деревне Лопухинка, действовали в районе деревни Гостилицы. В последних числах октября ингерманландские части в последний раз проявили активность, потеснив красных у Ропши.
В ноябре Западно-Ингерманландский полк продолжал действовать на южном побережье Финского залива. Английское командование предоставило ему две батареи тяжёлой 12-дюймовой артиллерии, которые находились на берегу Финского залива и должны были использоваться против фортов красных, однако полк потерпел серьёзное поражение под Петергофом. 4 ноября части Западно-Ингерманландского полка в составе 500 штыков, отошли из района Усть-Рудицы и были переброшены для охраны побережья в район Калище — Ракопежи — Долгово — Керново. В деревне Усть-Рудицы охрану пристани несли 40 человек, у деревни Ракопежи были установлены 2 трёхдюймовых орудия. Ожидалось, что Западно-Ингерманландский полк отведут в резерв, а его сменит 1-й Эстонский полк. 14 ноября полк располагался на следующих позициях: 1-я рота со штабом полка в деревне Малое Стремление, 2-я и 3-я роты — в деревне Заозерье, 4-я рота располагалась в деревне Пейпия. 17—20 ноября положение полка резко обострилось. Он насчитывал уже не более 200 штыков и вместе с 4-м Эстонским полком отошёл за реку Лугу и сосредоточился в деревнях Старое и Новое Струпово, Большое и Малое Кузёмкино и Ропша.
В полку участились случаи дезертирства и перехода к красным. Штаб полка располагался в деревне Ропша. Командиром полка был Эмиль Пекканен, командиром 1-го батальона — капитан Карккайнен, командиром 2-го батальона — капитан Мерелонд. 21—22 ноября в ходе боёв у деревень Старое Струпово, Большое и Малое Кузёмкино и Ропша полк был разгромлен. Два батальона численностью 150—200 человек и добровольцы из Сойкинской волости отошли к деревням Венекюля и Коростель. 25 ноября остатки Западно-Ингерманландского полка заняли район деревни Саркюля и перешли в подчинение 4-го Эстонского полка.
5 декабря Эстония вступила в переговоры о перемирии, 31 декабря было заключено перемирие между Эстонией и РСФСР, а 2 февраля 1920 года в Тарту был подписан мирный договор.

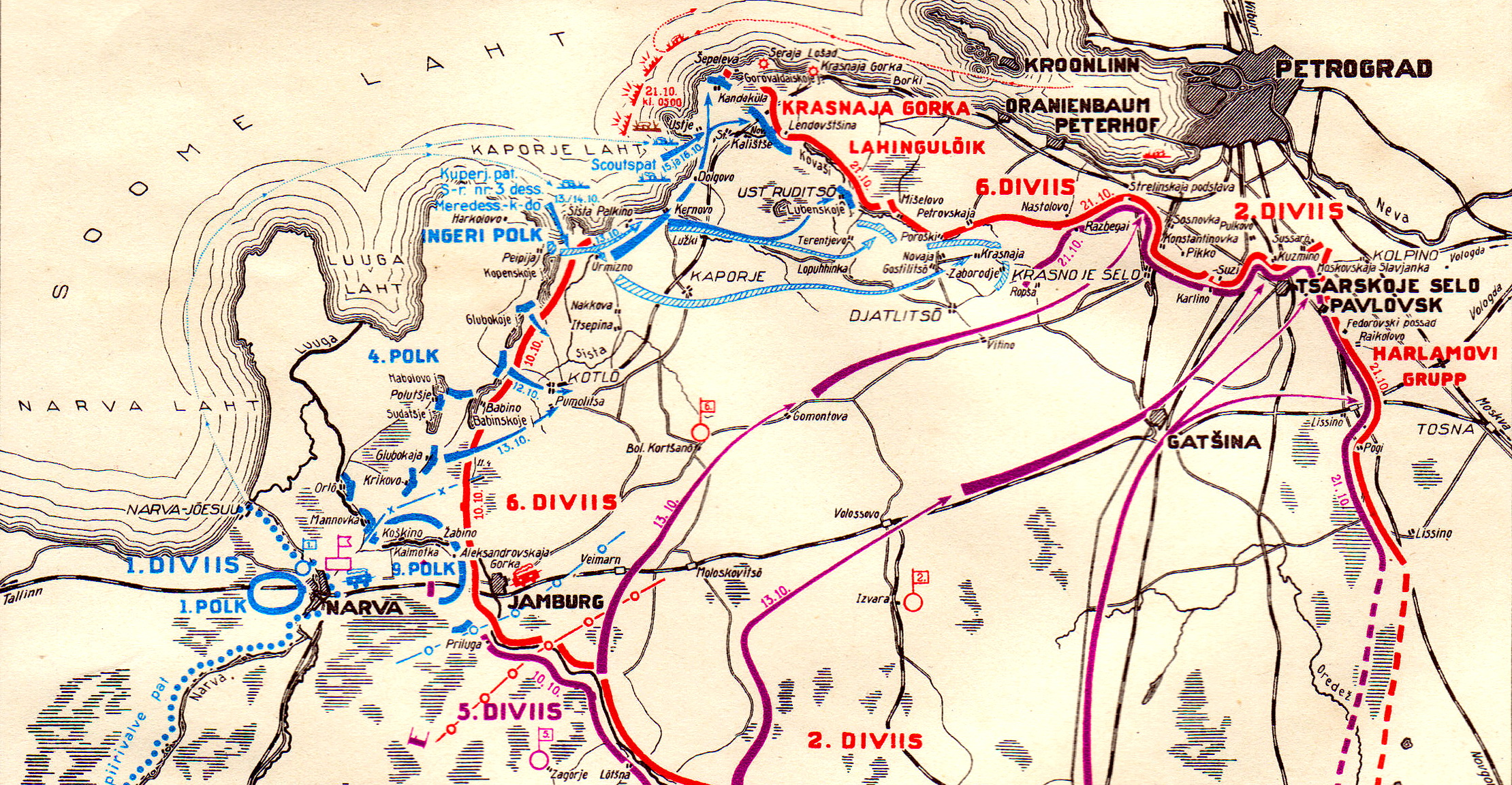
Схема наступления Северо-Западной армии (фиолетовый), частей эстонской армии (синий) и Западно-Ингерманландского полка (синий штрих) на Петроград в октябре 1919 года (эст.)
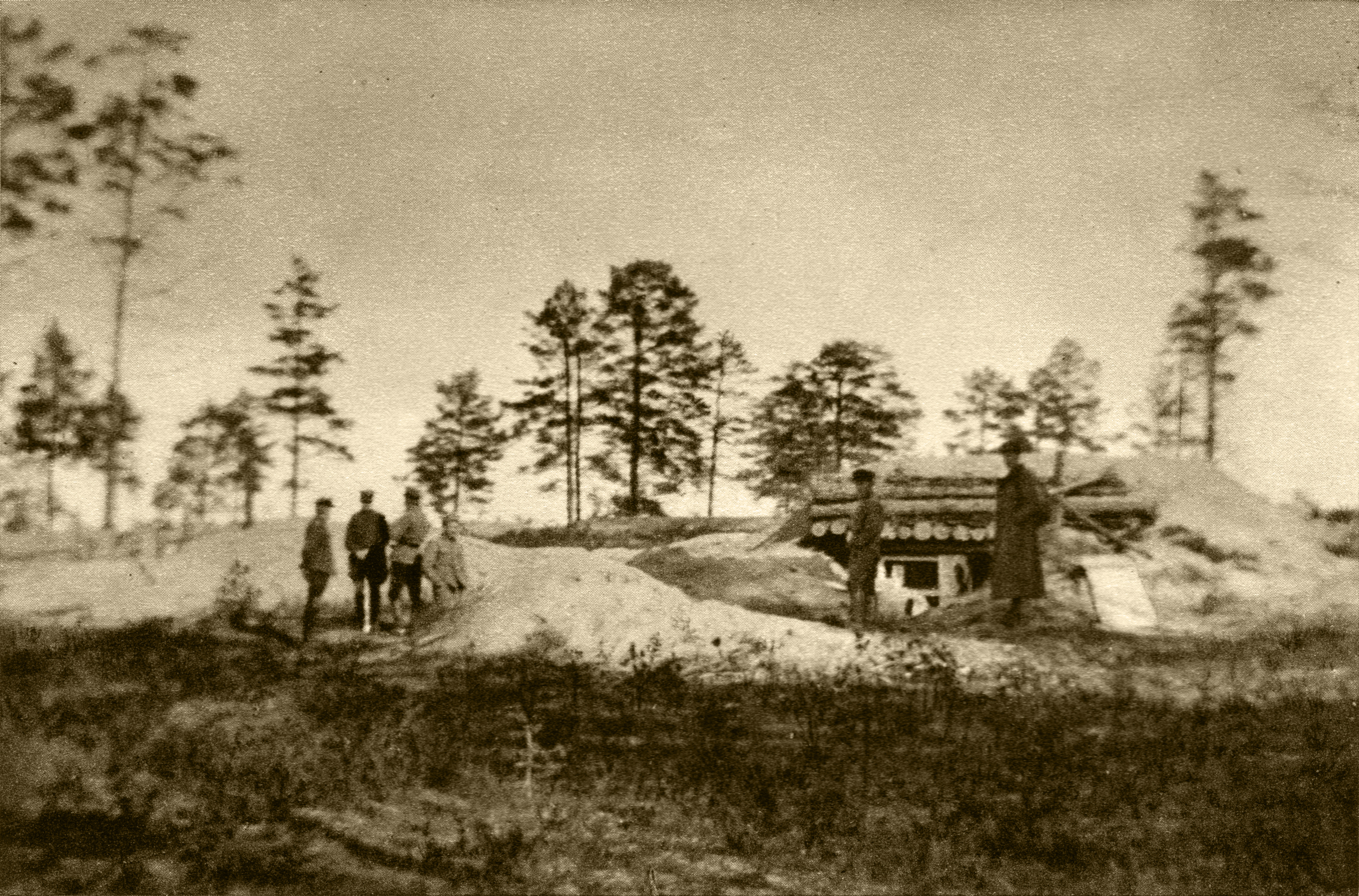
Бойцы Западно-Ингерманландского полка у деревни Пейпия, октябрь 1919 года
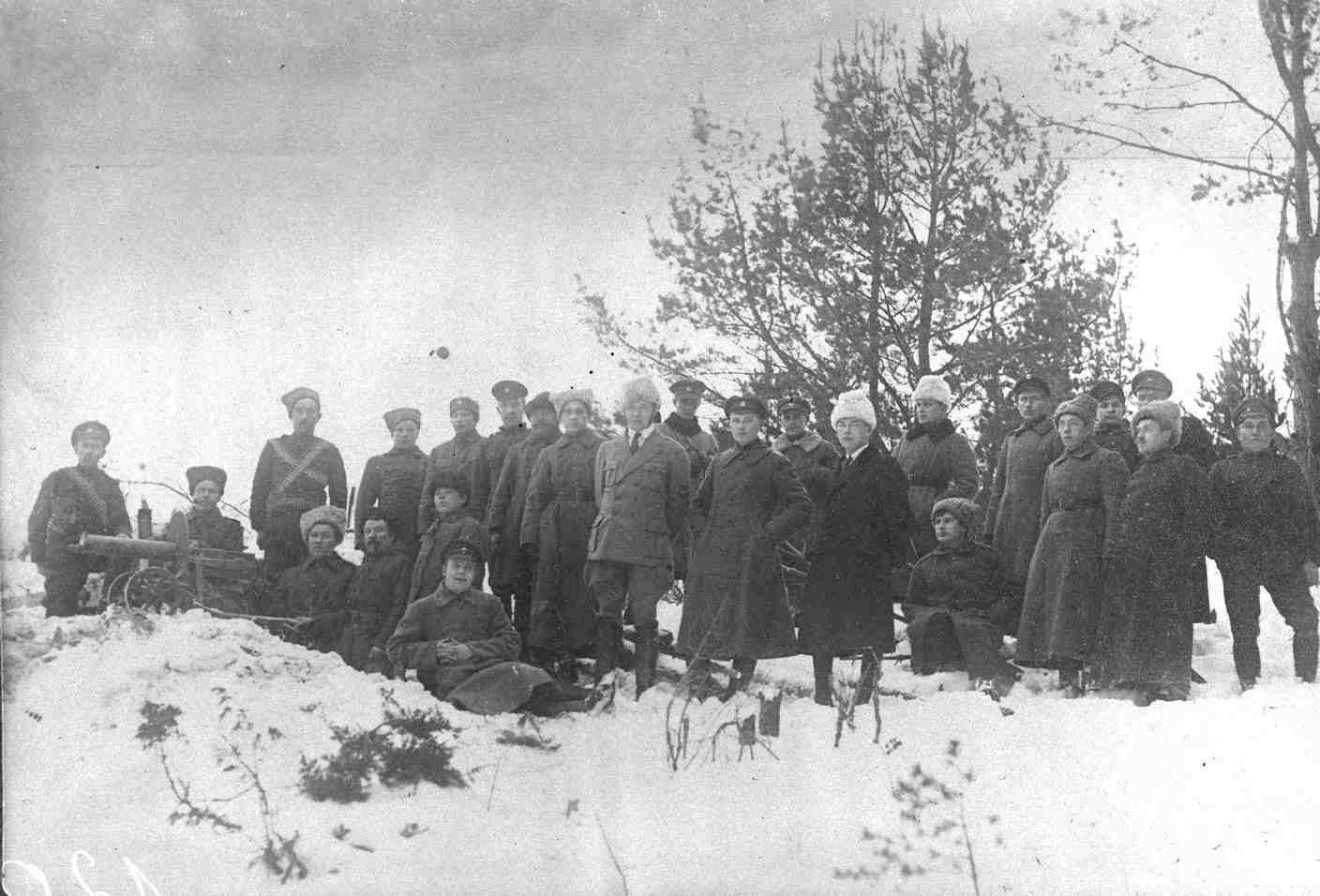
Бойцы Западно-Ингерманландского полка у деревни Саркюля, ноябрь 1919 года

## Расформирование
Западно-Ингерманландский полк, в составе которого на начало января 1920 года числилось 1728 человек, по условиями Тартуского мирного договора должен был быть расформирован. Его расформирование проходило постепенно, до конца мая 1920 года он выполнял функции подразделения эстонской пограничной стражи. Последние бойцы полка были демобилизованы 7 июня 1920 года.

## Полковая символика

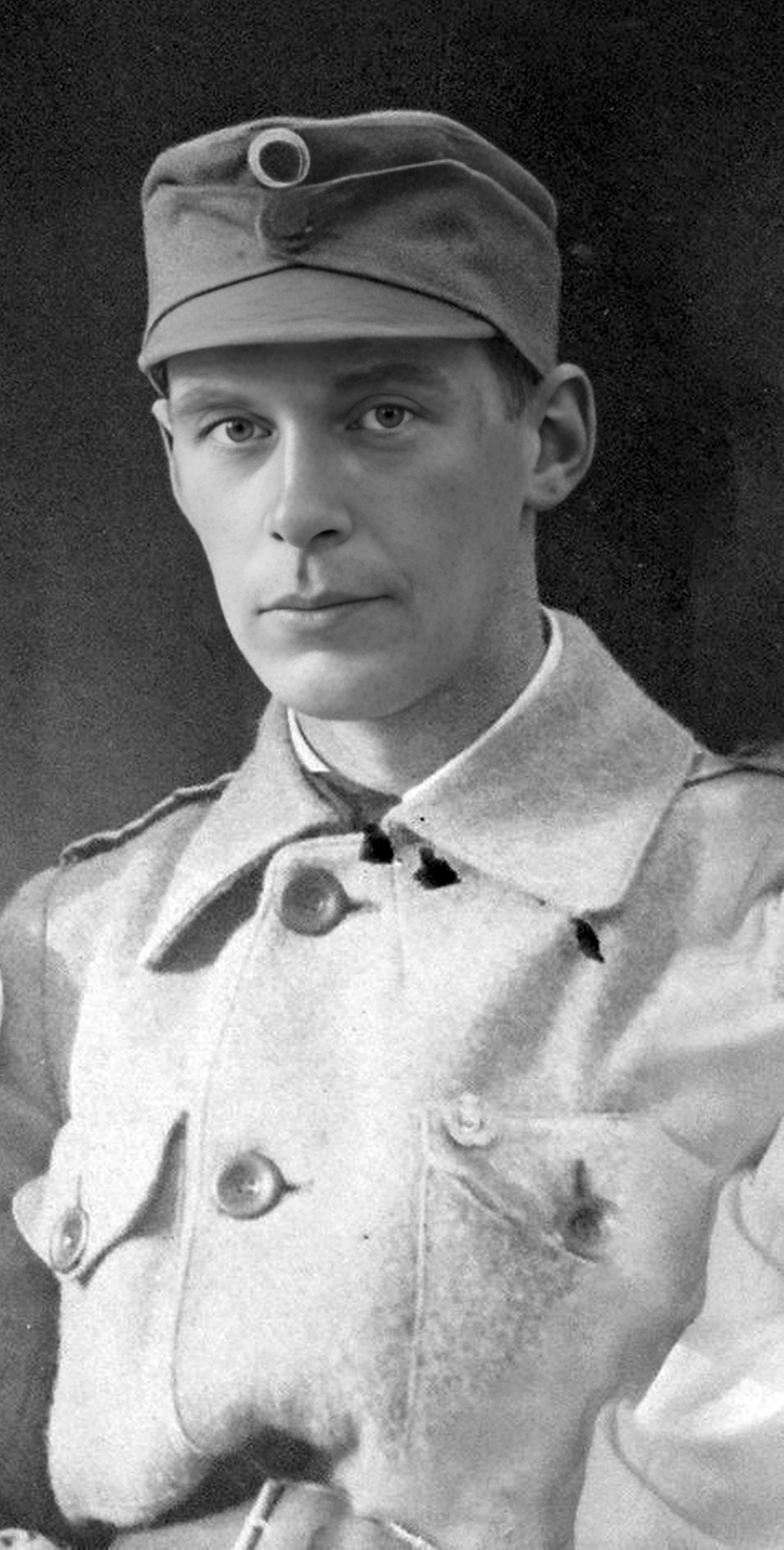
Э. И. Хаапакоски

Флаг полка, жёлто-сине-красный со скандинавским крестом на основе цветов ингерманландского герба времён Карла XII создал капитан Ээро Илмари Хаапакоски (фин. E. I. Haapakoski). Полковое знамя практически сразу стало восприниматься всеми, как национальный символ ингерманландских финнов. В июне 1919 года оно было поднято в качестве государственного флага в республике Северная Ингрия.
Под этим же флагом сражался и Северо-Ингерманландский полк, созданный в июне 1919 года на севере Петроградской губернии в селении Кирьясало (ныне на территории Всеволожского района Ленинградской области). Восставшие против продразвёрстки крестьяне удерживали это селение под своим контролем полтора года. Ими был избран Временный комитет Северной Ингерманландии (фин. Pohjois-Inkerin Hoitokunta) и провозглашена идея создания независимого государства Республика Северная Ингрия. 8 сентября 1919 года полковое знамя было освящено, как государственный флаг.
После заключения Тартуского мира, 6 декабря 1920 года государственный флаг был торжественно спущен и вывезен в Финляндию. В 1921 году Временный комитет Северной Ингерманландии на своём внеочередном собрании утвердил размеры и цвета (жёлтый, синий, кирпично-красный) национального ингерманландского флага. Известный финский геральдист Кари К. Лаурла (Kari K. Laurla) определил пропорции элементов флага: длина 18 (5 + ½ + 2 + ½ + 10) единиц и высота 11 (4 + ½ + 2 + ½ + 4) единиц, где ширина синего креста — 2 единицы, а красной окантовки — ½. В настоящее время является официальным флагом ингерманландской национально-культурной автономии.

## Командование

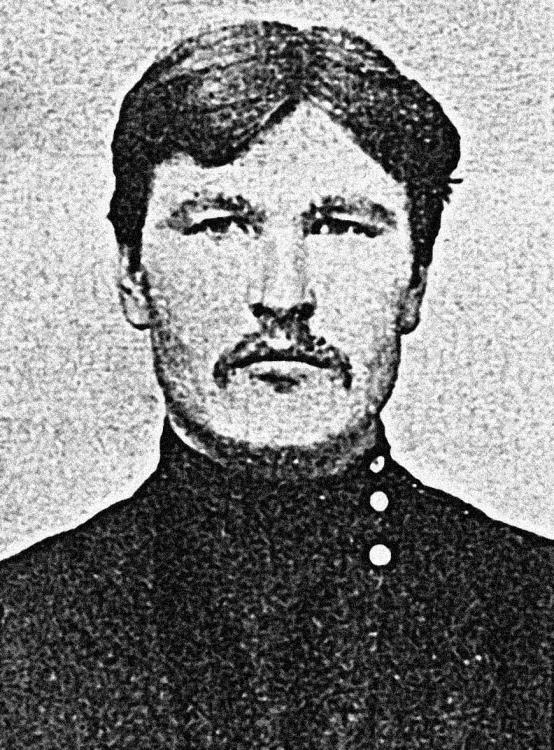
Капитан Александр Тюнни
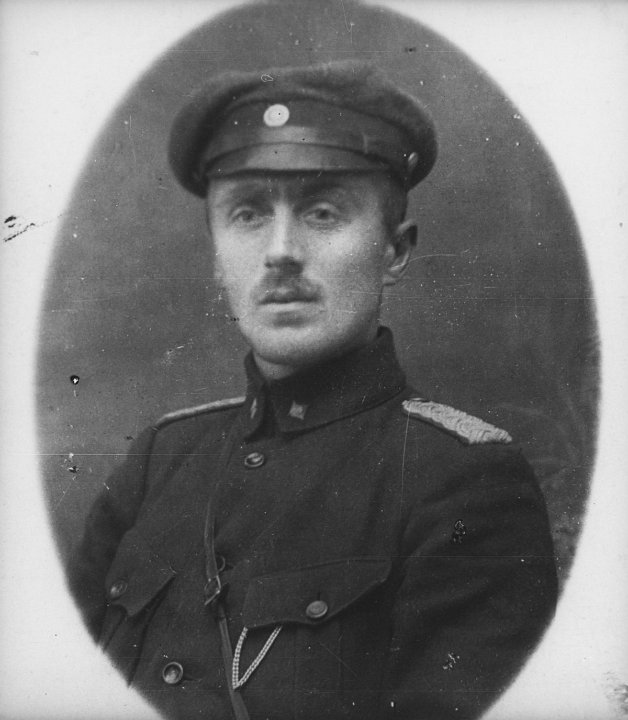
Майор Аарне Уймонен
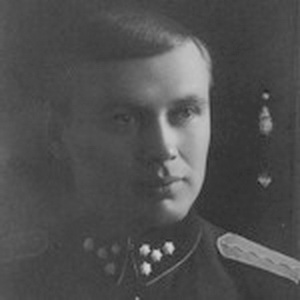
Капитан Эмиль Пекканен
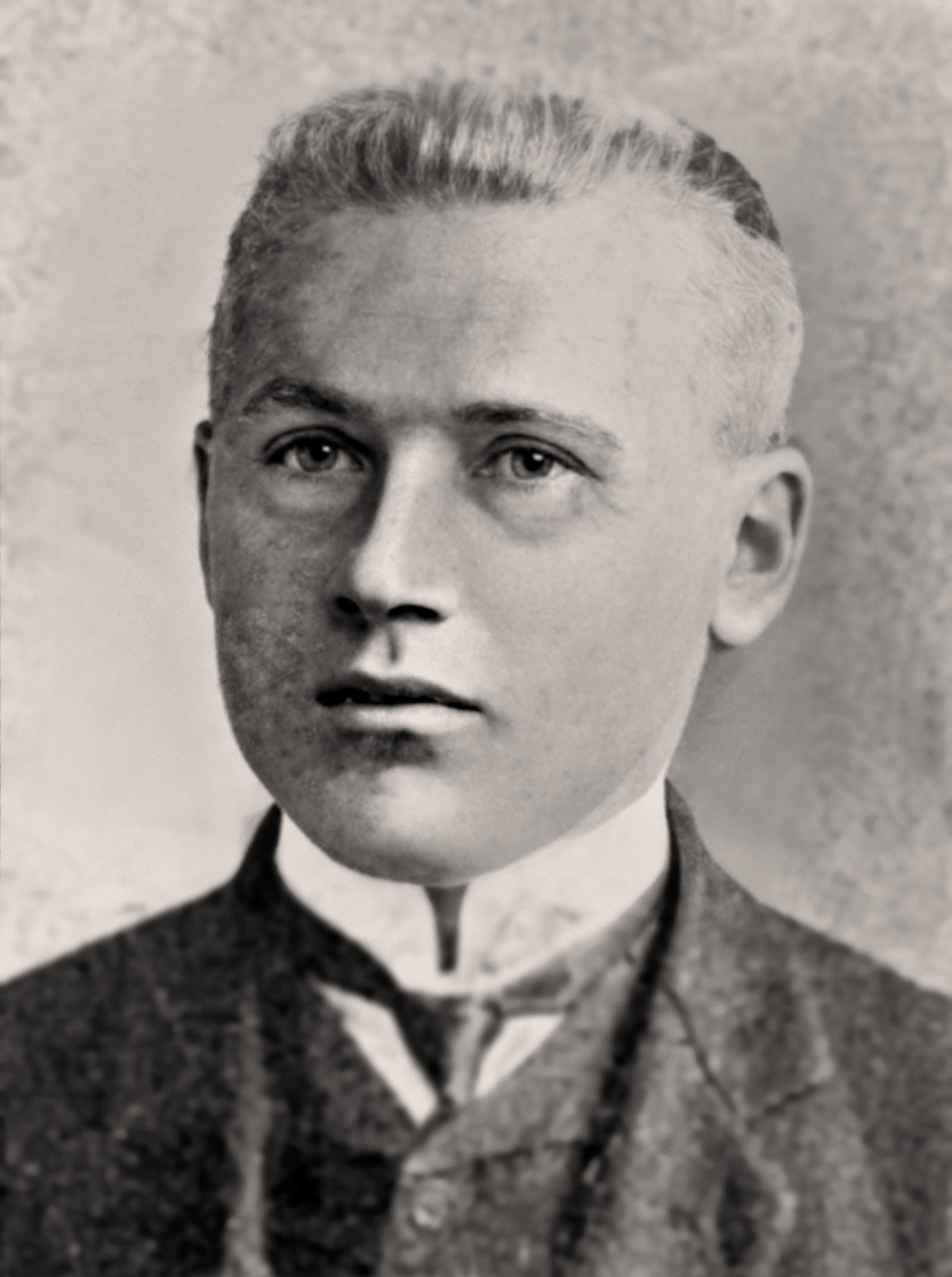
Капитан Пекка Контто

- апрель 1919 — май 1919 — капитан Александр Тюнни
- май 1919 — июнь 1919 — майор Аарне Уймонен[фин.]
- июнь 1919 — июнь 1920 — капитан Эмиль Пекканен
  - командир 1-го батальона — капитан Пекка Контто